# Louis Henri Desmortiers
Louis Henri Desmortiers, né le 5 novembre 1782 à Matha (Saintonge) et mort le 21 janvier 1869 à Besné (Loire-Inférieure), est un homme politique français.

## Biographie
Louis Henri Desmortiers est le fils de François Henri Desmortiers, employé dans les Fermes du roi, receveur des droits réunis à Thors, et de Catherine Duvergier.
Avocat au barreau de Paris en 1805, il devient successivement président des tribunaux civils d'Arcis-sur-Aube puis de Corbeil, conseiller à la cour d'appel de Paris en 1830, procureur du roi près le tribunal de première instance de la Seine. En cette qualité, il fait fermer les clubs des Saint-simoniens et fait rétablir à Clichy le culte catholique renversé par l'abbé Châtel. 
Il est député de la Charente-Maritime de 1834 à 1837 et de 1839 à 1848, soutenant les ministères de la Monarchie de Juillet.
Il se retire ensuite dans la propriété de son épouse, Zoé Gourlay (fille de Jean-Marie Gourlay), sise dans la commune de Besné, près de Savenay (Loire-Inférieure).

## Source
- « Louis Henri Desmortiers », dans Adolphe Robert et Gaston Cougny, Dictionnaire des parlementaires français, Edgar Bourloton, 1889-1891 [détail de l’édition]